# Pierre-Louis Calvet
Pour les articles homonymes, voir Calvet.
Pierre-Louis Calvet, ou Pierre Calvet, est un ingénieur du son français, chef-opérateur du son pour le cinéma, actif des années 1930 aux années 1970.

## Filmographie
- 1934 : Jofroi
- 1936 : Les Jumeaux de Brighton
- 1936 : Au service du tsar
- 1937 : Courrier Sud de Pierre Billon
- 1937 : Le Cantinier de la coloniale
- 1938 : La Tragédie impériale
- 1938 : La Chaleur du sein
- 1938 : Belle Étoile
- 1938 : Gibraltar
- 1939 : Le Bois sacré
- 1939 : Sans lendemain
- 1939 : Pièges
- 1941 : La Romance de Paris
- 1941 : Le Briseur de chaînes
- 1942 : Boléro
- 1942 : La Loi du printemps
- 1942 : Pontcarral, colonel d'empire
- 1943 : Secrets
- 1944 : L'Ange de la nuit
- 1944 : Premier de cordée
- 1945 : Falbalas
- 1946 : Étoile sans lumière
- 1946 : L'Insaisissable Frédéric
- 1947 : Les jeux sont faits
- 1948 : Dédée d'Anvers
- 1949 : Une si jolie petite plage
- 1949 : Tous les chemins mènent à Rome
- 1949 : Manèges
- 1950 : Orphée
- 1950 : Un homme marche dans la ville
- 1950 : La Ronde
- 1950 : Guernica d'Alain Resnais
- 1951 : Atoll K
- 1951 : La Vie de Jésus de Marcel Gibaud
- 1952 : Le Plaisir
- 1953 : C'est arrivé à Paris
- 1953 : Les amours finissent à l'aube
- 1953 : Les Compagnes de la nuit
- 1953 : Alerte au sud
- 1953 : Julietta
- 1954 : Les Intrigantes
- 1954 : Crainquebille
- 1954 : Le Secret d'Hélène Marimon
- 1954 : Bonnes à tuer
- 1954 : Ali Baba et les Quarante Voleurs
- 1955 : Les héros sont fatigués
- 1955 : Marguerite de la nuit
- 1956 : Le Couturier de ces dames
- 1956 : Don Juan
- 1956 : Et Dieu… créa la femme
- 1956 : Sous le ciel de Provence
- 1957 : Les Aventures d'Arsène Lupin
- 1957 : Celui qui doit mourir
- 1958 : Tamango de John Berry
- 1958 : Montparnasse 19
- 1958 : Cette nuit-là de Maurice Cazeneuve
- 1959 : Archimède le clochard de Gilles Grangier
- 1959 : Hiroshima mon amour
- 1960 : Le Trou
- 1960 : Austerlitz
- 1960 : Fortunat
- 1961 : Amélie ou le temps d'aimer
- 1962 : La Guerre des boutons
- 1963 : Le Jour et l'Heure
- 1963 : Dragées au poivre
- 1965 : Les Bons Vivants
- 1966 : La Longue Marche
- 1967 : Le Grand Dadais
- 1967 : Fruits amers de Jacqueline Audry
- 1968 : Les Cracks
- 1968 : L'Astragale
- 1970 : Viva la muerte de Fernando Arrabal
- 1973 : J'irai comme un cheval fou de Fernando Arrabal